# Rhopalomyia hirtibulla
Rhopalomyia hirtibulla är en tvåvingeart som beskrevs av Gagne 1983. Rhopalomyia hirtibulla ingår i släktet Rhopalomyia och familjen gallmyggor.
Artens utbredningsområde är Utah. Inga underarter finns listade i Catalogue of Life.